# Microchorista philpotti
Microchorista philpotti is een schorpioenvlieg uit de familie van de Nannochoristidae. De wetenschappelijke naam van de soort is voor het eerst geldig gepubliceerd door Tillyard in 1917.
De soort komt voor in Nieuw-Zeeland.